# Трусевич, Максим Павлович
Макси́м Па́влович Трусе́вич (укр. Максим Павлович Трусевич; 1 августа 1985, Кировск, Ворошиловградская область, Украинская ССР, СССР) — украинский футболист, полузащитник.

## Биография

### Клубная карьера
В ДЮФЛ выступал за клубы: «Юниор» (Луганск), «Локомотив-МСМ-ОМИКС» (Киев), «Обухов» и «Княжа». В 2001 году попал в «Борисфен-2». В основном составе «Борисфена» в Первой лиге дебютировал 4 июня 2002 года в матче против винницкой «Нивы» (2:0), Трусевич вышел на 28 минуте вместо Андрея Запорожана. В сезоне 2002/03 «Борисфен» занял 2 место в Первой лиге уступив кировоградской «Звезде» и вышел в Высшую лигу. В Высшей лиге дебютировал 31 августа 2003 года в матче против киевского «Динамо» (3:0), Трусевич вышел на 83 минуте вместо Александра Гончара. Всего за «Борисфен» провёл 28 матчей в чемпионате Украины и в Кубке 5 матчей и забил 1 гол.
В июле 2005 года перешёл в донецкий «Шахтёр» подписав пятилетний контракт. В феврале 2006 года был отдан в аренду в запорожский «Металлург». 10 июня 2007 года дебютировал в основном составе «Шахтёра» в матче против одесского «Черноморца» (0:0), Трусевич вышел на 73 минуте вместо Алексея Полянского. 17 июня 2007 года провёл полный матч за «Шахтёр» против запорожского «Металлурга» (0:2). По итогам сезона 2006/07 «Шахтёр» стал серебряным призёром чемпионата Украины уступив киевскому «Динамо».
В августе 2007 года перешёл в годичную аренду в российский «Ростов». В Премьер-лиге дебютировал 26 августа 2007 года в матче против московского ЦСКА (4:0), Трусевич начал матч в основе но на 30 минуте был заменён на Александра Данцева. Всего за «Ростов» провёл 5 матчей в чемпионате России.
В 2008 году выступал на правах аренды в луганской «Заре». Но играл в дубле где провёл 23 матча и забил 1 гол. В феврале 2009 года был отдан в аренду калининградской «Балтике». В команде дебютировал 28 марта 2009 года в матче против новороссийского «Черноморца» (1:0). Всего в «Балтике» в 2009 году провёл 27 матчей и забил 1 гол. С 2011 года — игрок российского клуба «СКА-Энергия». Дебютировал за новый клуб 4 апреля в матче с «Мордовией» (1:2).
11 июня 2015 года подписал однолетний контракт с другим клубом ФНЛ «Сокол». Летом 2016 года стал игроком «Тамбова». По окончании сезона 2017/18 покинул клуб. Летом 2018 года стал игроком армянского «Пюник».

### Карьера в сборной
Выступал за юношескую сборную Украины до 17 лет. Был вызван Павлом Яковенко на чемпионат Европы до 19 лет в июле 2004 года в Швейцарии. На групповой стадии провёл 2 матча против Италии (1:0) и Швейцарии (0:0). Украина заняла 2 место в группе после Швейцарии. В полуфинале Украина проиграла Испании в основное время (2:2) и по пенальти (1:4), Трусевич вышел на 89 минуте вместо Григория Ярмаша.
В молодёжной сборной Украины до 21 года дебютировал 12 октября 2004 года в матче против Грузии (6:0), Максим вышел на 71 минуте вместо Евгения Чеберячко, а на 72 минуте забил гол.

## Достижения
- Серебряный призёр Высшей лиги Украины: 2006/07
- Серебряный призёр Первой лиги Украины: 2002/03
- Бронзовый призёр юношеского чемпионата Европы до 19 лет: 2004